# Sakawa (kryssare)
Sakawa (酒匂) var en lätt kryssare av Agano-klass som byggdes för den kejserliga japanska flottan under andra världskriget. Bränslebrist hade lamslagit flottan när fartyget färdigställdes i slutet av 1944 och det lämnade aldrig japanska vatten. Efter kriget användes Sakawa för att transportera hem japanska trupper tills hon i början av 1946 valdes ut för att användas för kärnvapentester under Operation Crossroads. Fartyget användes som måltavla under det första bombtestet den 1 juli och sjönk dagen därpå.

## Design och beskrivning
Fartygen i Agano-klassen var avsedda att ersätta de föråldrade lätta kryssare som byggdes på 1910- och 1920-talen och fungera som flaggskepp för jagarflottiljer. Fartygen var 174,1 meter långa med en bredd på 15,2 meter och ett djupgående på 5,63 meter. De hade ett deplacement på 6 652 ton vid standardlast och 8 534 ton vid fullast. Sakawa hade en besättning på 55 officerare och 750 sjömän; uppdraget som flaggskepp innebar att 3 officerare och ytterligare 16 sjömän tillkom.
Agano-klassen hade fyra växlade ångturbinaggregat som var och en drev en enda propelleraxel med hjälp av ånga från sex Kampon Ro Gō-vattenrörspannor. Turbinerna var konstruerade för att producera totalt 100 000 axelhästkrafter (75 000 kW) och ge fartygen en hastighet på 35 knop (65 km/h). De transporterade tillräckligt med bränsle för att ge dem en räckvidd på 6 300 nautiska mil (11 700 km) vid en hastighet av 18 knop (33 km/h).

### Bestyckning
Agano-klassens huvudbestyckning bestod av sex 15 centimeter allmålskanoner i tre dubbeltorn, två framför överbyggnaden och ett akterut. Den sekundära bestyckningen bestod av fyra 8 centimeter luftvärnskanoner i två tvillingtorn mittskepps. Sakawa, som var det sist byggda fartyget i sin klass, hade den starkaste uppsättningen av lätta luftvärnskanoner som omfattade 10 trippel- och 18 enkelmontage för 25 mm luftvärnskanoner. Fartygen hade också två fyrdubbla torpedtuber för 61 centimeter typ 93 (Long Lance) torpeder på mittlinjen och hade ett omladdningssystem med åtta reservtorpeder. Fartygen i Agano-klassen var också utrustade med ett par Aichi E13A-flygplan och en katapult.

## Konstruktion och tjänstgöring
Sakawa, uppkallad efter floden Sakawa, kölsträcktes den 21 november 1942 vid Sasebo-varvet. Fartyget sjösattes den 9 april 1944, färdigställdes den 30 november och tilldelades sen till den Kombinerade flottan. Den 15 januari 1945 blev Sakawa flaggskepp för 11:e jagarskvadronen. Den 1 april tilldelades eskadern Operation Ten-Go, självmordsuppdraget mot de amerikanska styrkorna vid Okinawa. De skulle ursprungligen ha följt med slagskeppet Yamato och dess systerfartyg Yahagi, men det fanns inget bränsle tillgängligt för att eskadern skulle kunna delta i uppdraget.
Den 26 maj slog en av Sakawas propellrar mot en sten i sundet mellan Kyushu och Honshu. Fartyget överfördes senare till Maizurus administrativa område och anlände dit den 19 juli. Hon attackerades av flygplan från hangarfartyget USS Yorktown sex dagar senare, men skadades inte. När Japan kapitulerade den 2 september var Sakawa dockad i Maizuru.

### Efterkrigstiden

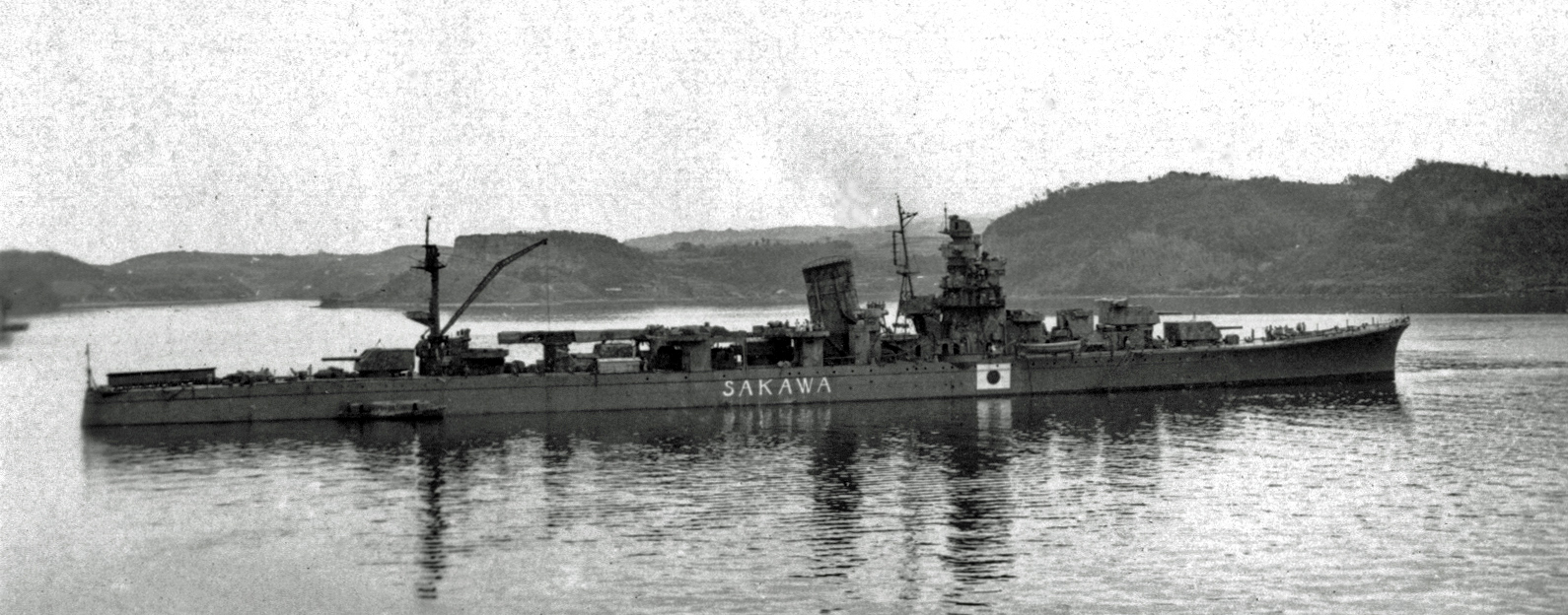
Sakawa i Sasebo, 15 oktober 1945

Kort efter kriget avrustades hon då all ammunition och lätta vapen togs bort. Den 5 oktober ströks fartyget från flottans register. Senare samma månad användes Sakawa för att evakuera 1 339 soldater från den kejserliga japanska armén som var strandsatta på fyra små öar (Sonsoral, Fanna, Merir och Hatohobei) i södra Palau. Hon fortsatte att användas som ett transportfartyg fram till slutet av februari 1946 och förde tillbaka japanska trupper från Nya Guinea, Korea och från andra platser.

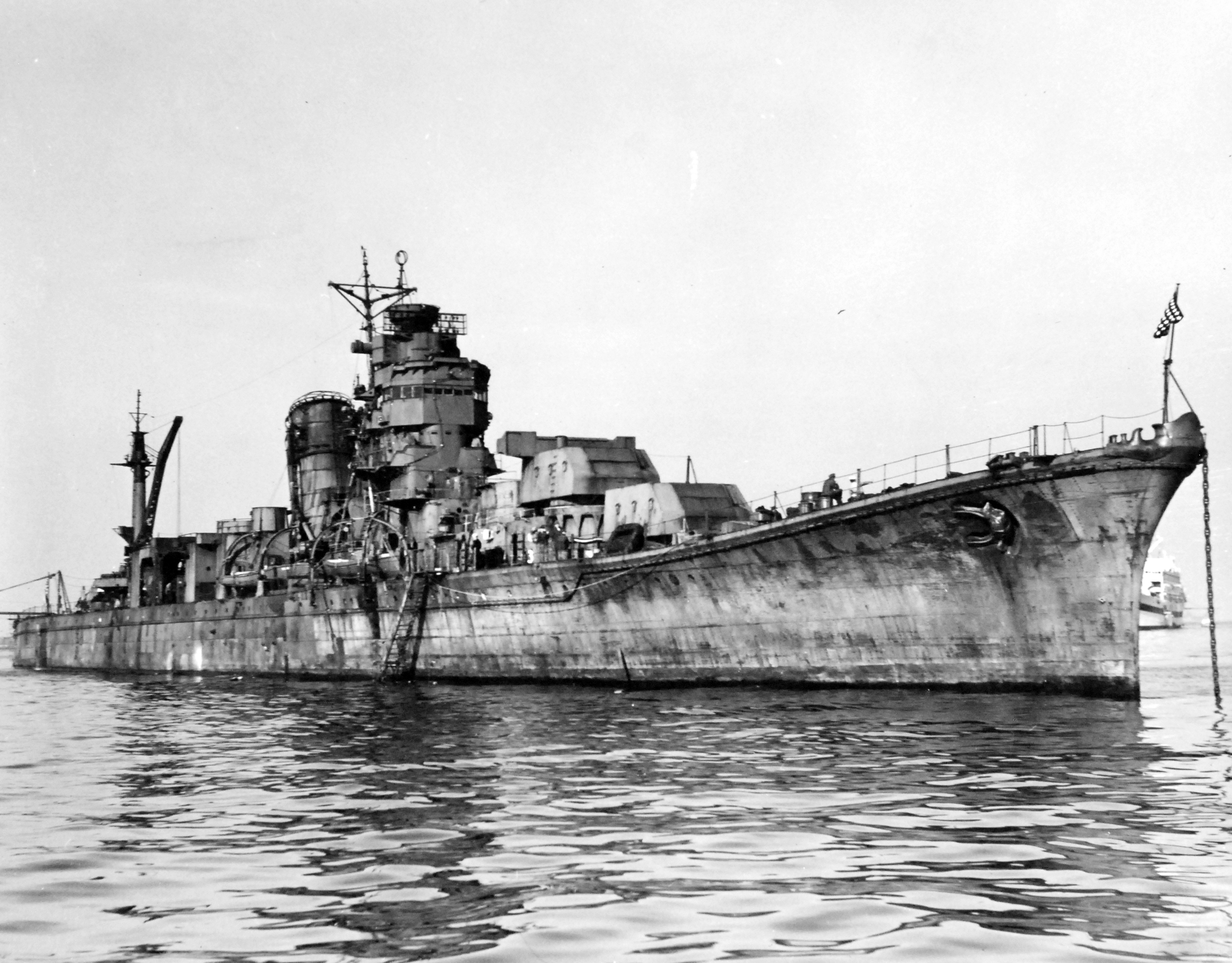
Sakawa 1946

Den 25 februari 1946 skickades Sakawa till Yokosuka, där hon formellt överlämnades till USA:s flotta som ett krigsskadestånd för att användas (tillsammans med andra överlevande fartyg från den kejserliga japanska flottan) i de kommande kärnvapenproverna vid Bikiniatollen. Besättningen fann att hennes läckande skrov var angripet av råttor och att de flesta av fartygets system inte fungerade. Tillsammans med slagskeppet Nagato lämnade fartyget Yokosuka för Enewetak med en amerikansk besättning på 165 man den 18 mars, med elva av sina tidigare japanska officerare ombord för att hjälpa dem. Tio dagar senare, 300 nautiska mil (560 km) från Enewetak, gick Sakawa sönder och Nagato försökte bogsera kryssaren, men fick ett pannfel och fick sedan slut på bränsle. En oljetanker, SS Nickajack Trail, omdirigerades för att tanka fartygen, men gick på grund på ett rev i dåligt väder och gick förlorad. De två före detta japanska fartygen kunde slutligen bogseras den 30 mars och Sakawa nådde Enewetak två dagar senare.

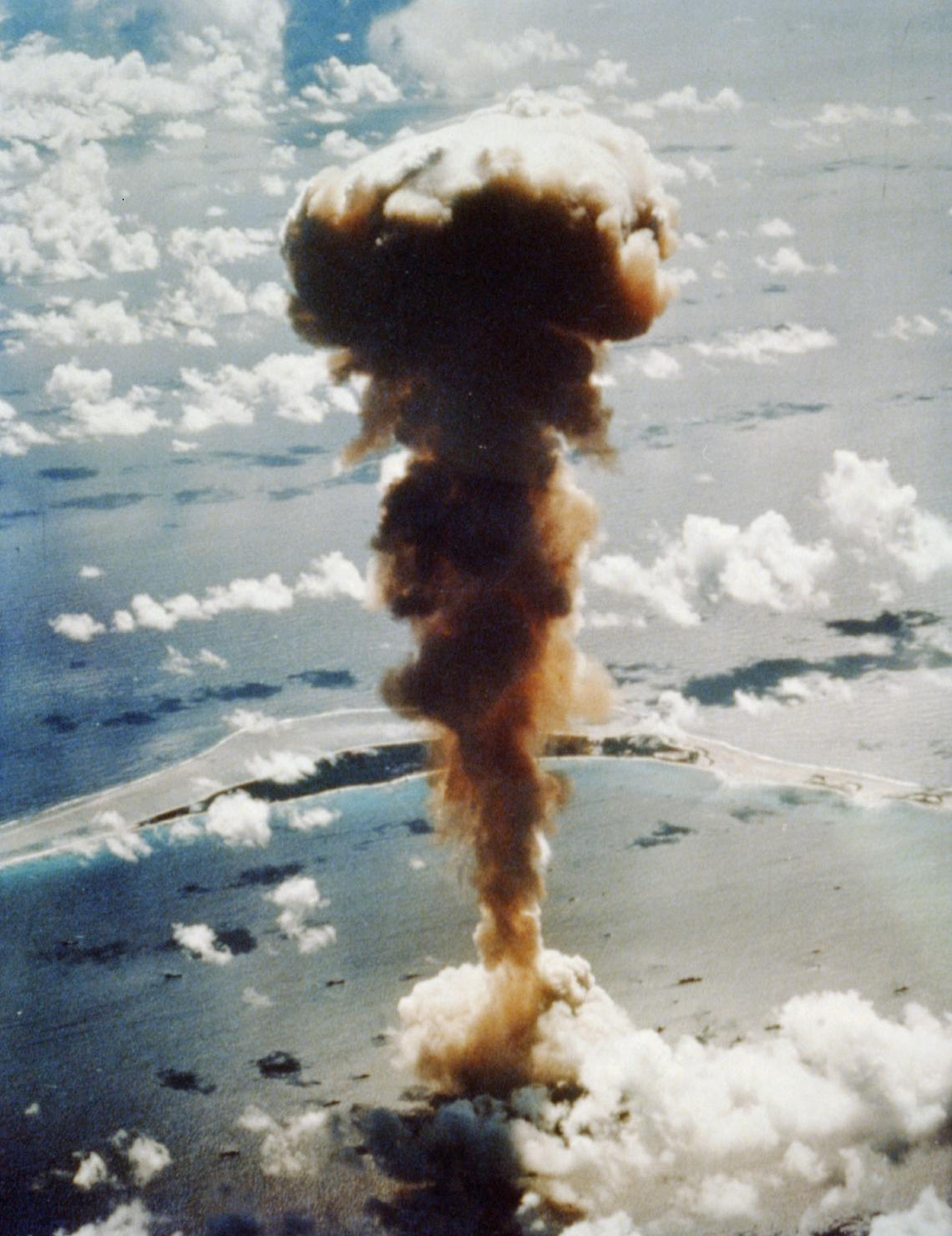
Flygbild som visar kärnvapenprovet Able. Bikiniatollen kan ses i bakgrunden.

På Enewetak blev fem av fartygets amerikanska sjömän arga över de usla arbetsförhållandena ombord på Sakawa och saboterade henne i ett misslyckat försök att ta sig av fartyget. De skadade bränslesystemet, hällde sand i olje- och vattenpumparna, slog sönder mätare, varvräknare och klippte av ångledningar. Reparationerna tog fyra dagar och de fem sjömännen ställdes inför rätta. Sakawa seglade till Bikiniatollen följande månad.
Operation Crossroads inleddes med den första sprängningen (Test Able), en luftsprängning den 1 juli. Sakawa fylldes med burar med olika djur som skulle testas för att undersöka strålningseffekter. Ground zero låg 450 meter ovanför och något styrbord om Sakawas akter. Explosionen satte fartyget i brand och dess kraft krossade överbyggnaden bakom bryggan, skadade skrovet och började ta in vatten. Efter testet lutade Sakawa något nedåt vid aktern och hade en liten slagsida åt babord. Översvämningen förvärrades successivt under natten och följande morgon var hon ännu mer nedsjunken vid aktern och med större slagsida. Bogserbåten USS Achomawi försökte strandsätta kryssaren för att förhindra att hon sjönk, men misslyckades eftersom Sakawa började sjunka vid aktern nästan så fort bogseringen började. Achomawi var tvungen att klippa bogserkabeln för att förhindra att hon själv drogs under.
Det andra vapentestet, Baker, var en undervattensspränging den 25 juli cirka 150 meter från den sjunkna Sakawa. Den sprängde bort större delen av den kvarvarande främre överbyggnaden från fartyget och skadade vraket ytterligare. Sakawa ligger mestadels upprätt på sandbotten, men det finns mycket lite kvar efter de främre kanontornen.